# Voitsberg-Köflacher-Revier

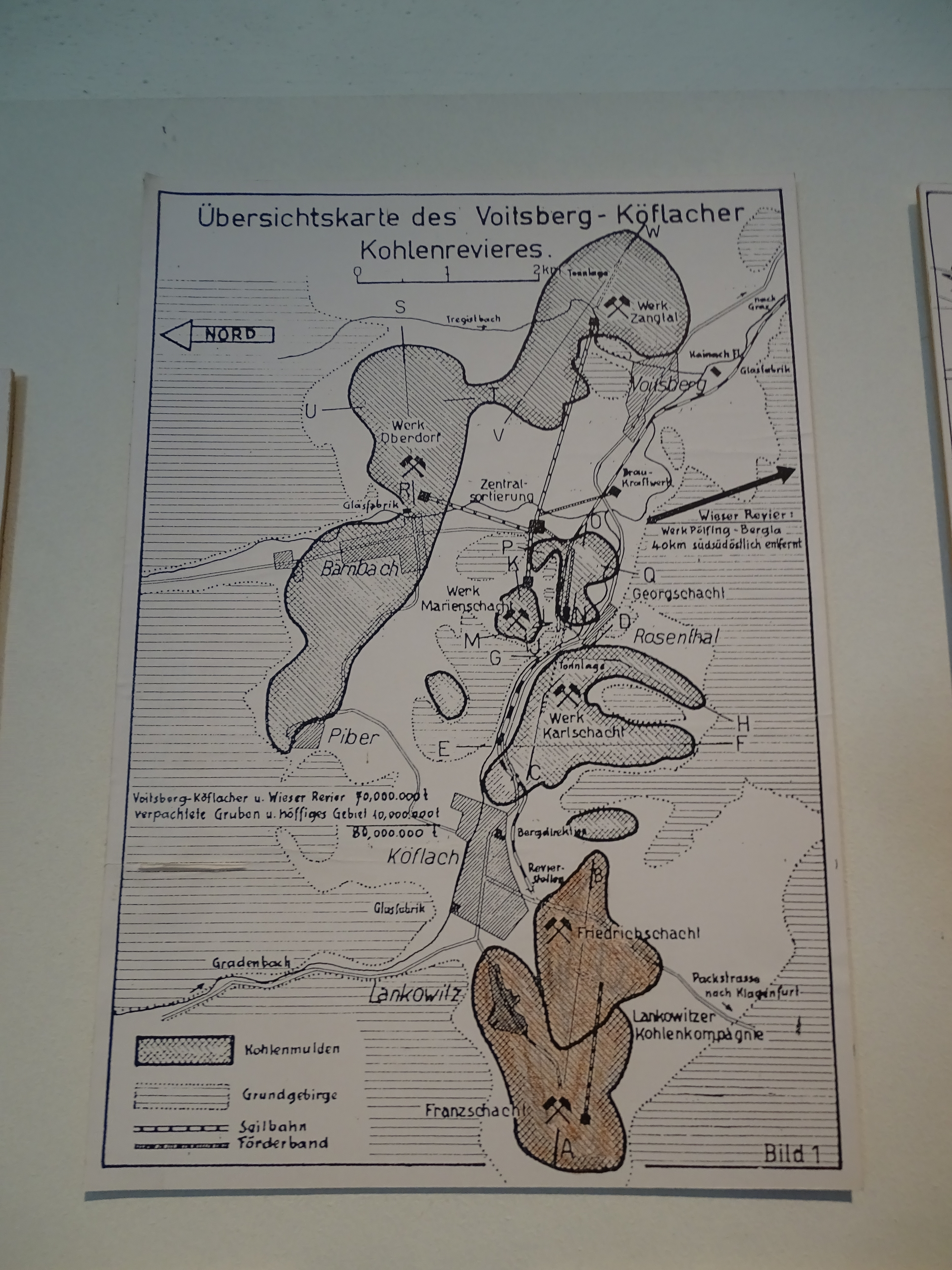
Übersichtskarte des Reviers

Das Voitsberg-Köflacher-Revier war eine bedeutende Braunkohlen-Abbaustätte in der Steiermark und zugleich das Zentrum des weststeirischen Kohlebergbaus.

## Lage
Das Voitsberg-Köflacher-Revier befand sich im Gebiet des Voitsberg-Köflacher Beckens in der Weststeiermark und umfasste im Wesentlichen die Region um Voitsberg, Köflach, Bärnbach, Piber und Maria Lankowitz. Das Revier war durch die Graz-Köflacher Bahn (GKB) verkehrsmäßig erschlossen, deren Verlauf von Erzherzog Johann – welcher zeitweise auch als Kohlengewerke agierte – bestimmt wurde.
Das Revier umfasste u. a. den Tagbau Oberdorf (größtes Vorkommen des Reviers), die Klein-Kainacher Mulde, den Karl-Schacht in Rosental an der Kainach, den Bergbau Piberstein (Franz-Schacht) sowie die Grube Zangtal.

## Geschichte
Der Abbau von Kohle im Gebiet des späteren Reviers begann schon im Mittelalter. Ab dem späten 19. Jahrhundert befand sich der Großteil der Kohlengruben im Besitz der Graz-Köflacher Eisenbahn- und Bergbaugesellschaft. Weitere Mitbewerber waren u. a. die Lankowitzer Kohlen-Compagnie, die Familie Mayr-Melnhof, die Steirische Kohlen-Bergwerks AG sowie der Mutterkonzern der GKB, die Österreichisch-Alpine Montangesellschaft. Einer der Hauptabnehmer der Kohle war in den letzten Jahrzehnten das Dampfkraftwerk Voitsberg der ÖDK.
Um 2000 war ein Ende des zuletzt nur noch im Tagebau Oberdorf betriebenen Kohleabbaus aus Rentabilitätsgründen abzusehen, die nicht ausgekohlte Grube wurde 2003 geschlossen. Damit endete nach über 200 Jahren die Geschichte des Kohlebergbaus in der Weststeiermark.